# Eslovens
Els eslovens ( eslovè: Slovenci [ slɔˈʋéːntsi ]), és un grup ètnic eslau del sud originari d'Eslovènia i de les regions adjacents a Itàlia, Àustria i Hongria. Els eslovens comparteixen una ascendència, una cultura i una història comuns i parlen l'eslovè com a llengua materna.

## Població

### Població a Eslovènia
La majoria dels eslovens viuen avui a l'Eslovènia independent (2.100.000 habitants, el 80% d'eslovens aproximadament). En el cens nacional eslovè de 2002, 1.631.363 persones es van declarar ètnicament com a eslovens, mentre que 1.723.434 persones van reclamar l'eslovè com a llengua materna.

### Població a l'estranger
La minoria autòctona eslovena a Itàlia s'estima entre 83.000 i 100.000, la minoria eslovena al sud d'Àustria en 24.855, a Croàcia en 13.200 i a Hongria en 3.180. Importants comunitats d'expatriats eslovens viuen als Estats Units i a Canadà, a altres països europeus, a Amèrica del Sud, i a Austràlia i Nova Zelanda.

## Història

### Els primers eslaus alpins
Al segle VI dC, els eslaus van establir la regió entre els Alps i el mar Adriàtic en dues onades migratòries consecutives: la primera onada va arribar de les terres de Moràvia cap al 550, mentre que la segona onada, que venia del sud-est, es va traslladar després de la retirada. dels Lombards a Itàlia l'any 568.
Del 623 al 658 els pobles eslaus entre la part superior del riu Elba i la serralada dels Karawanks es van unir sota el lideratge del rei Samo ( Kralj Samo ) en el que s'havia de conèixer com a "Imperi de Samo". La unió tribal es va esfondrar després de la mort de Samo el 658, però un principat tribal eslau més petit, Carantania ( eslovè : Karantanija ), va romandre, amb el seu centre a l'actual regió de Caríntia.

### Eslaus alpins durant l'Imperi Franc
Davant el perill urgent de les tribus àvares de l'est, els carantanians van acceptar la unió amb Baviera el 745, i més tard al segle VIII van reconèixer el domini franc i va acceptar el cristianisme. L'última formació d'estat eslau de la regió va perdre la seva independència l'any 874. El territori ètnic eslovè es va reduir posteriorment a causa de la pressió dels alemanys de l'oest i de l'arribada dels hongaresos a la plana panònica.

### Segle XVI: Reforma protestant eslovena i consolidació de l'eslovè
Les primeres mencions d'una identitat ètnica eslovena comuna, que transcendeix les fronteres regionals, daten del segle XVI. Durant aquest període, els primers llibres en eslovè van ser escrits pel predicador protestant Primož Trubar i els seus seguidors, establint la base per al desenvolupament de l'eslovè estàndard. A la segona meitat del segle XVI, es van imprimir nombrosos llibres en eslovè, inclosa una traducció integral de la Bíblia.
A principis del segle XVII, el protestantisme va ser suprimit per la Contrareforma patrocinada pels Habsburg, que va introduir la nova estètica de la cultura barroca.

### Segle XVIII: eslovens sota Maria Teresa i Josep II
La Il·lustració a la monarquia dels Habsburg va portar un progrés social i cultural important al poble eslovè. Va accelerar el desenvolupament econòmic i va facilitar l'aparició d'una classe mitjana. Sota el regnat de Maria Teresa i l'emperador Josep II (1765–1790) es van dur a terme moltes reformes en l'administració i la societat, com ara reformes agràries, la modernització de l'Església i l'educació primària obligatòria en eslovè (1774). L'inici de les activitats cultural-lingüístiques dels intel·lectuals eslovens de l'època va provocar un renaixement nacional i el naixement de la nació eslovena en el sentit modern de la paraula. Abans de les guerres napoleòniques, va sorgir la primera literatura profana en eslovè.

### Eslovens sota Napoleó (1809-1813)
Entre 1809 i 1813, Eslovènia va formar part de les Províncies Il·líries, una província autònoma de l'Imperi francès napoleònic, amb Ljubljana com a capital. Tot i que el domini francès va ser de curta durada, va contribuir significativament a l'augment de la consciència nacional i la consciència política dels eslovens. Després de la caiguda de Napoleó, totes les terres eslovenes van ser de nou incloses a l'Imperi austríac. A poc a poc, es va desenvolupar una consciència nacional eslovena diferent i es va generalitzar la recerca d'una unificació política de tots els eslovens. A les dècades de 1820 i 1840, l'interès per la llengua i el folklore eslovè va créixer enormement, amb nombrosos filòlegs avançant els primers passos cap a la normalització de la llengua. El moviment il·líric, les idees paneslaves van guanyar importància.

### 1840: el primer programa polític nacional eslovè
A la dècada de 1840, el moviment nacional eslovè es va desenvolupar molt més enllà de l'expressió literària. El 1848, el primer programa polític nacional eslovè, anomenat Eslovènia Unida ( Zedinjena Slovenija</link> ), va ser escrit en el context del moviment de la Primavera de les Nacions dins l'Imperi Austríac. Exigia una unificació de tots els territoris de parla eslovena en un regne autònom, anomenat Slovenija, dins de l'imperi i un estatus oficial per a l'eslovè. Tot i que el projecte va fracassar, va servir com a plataforma important de l'activitat política eslovena en les dècades següents, particularment a les dècades de 1860 i 1870, quan es van organitzar manifestacions massives d'eslovens. El conflicte entre els nacionalistes eslovens i alemanys es va aprofundir. El 1866, alguns eslovens es van quedar a Itàlia, i el 1867 alguns es van quedar a la part hongaresa de l'Àustria-Hongria. Això va afectar significativament la nació i va provocar una major radicalització del moviment nacional eslovè. A la dècada de 1890 es van establir els primers partits polítics eslovens, en aquell moment lleials a Àustria.

### Emigració
Entre 1880 i la Primera Guerra Mundial, un gran nombre d'eslovens va emigrar a Amèrica. La majoria d'aquests van emigrar entre 1905 i 1913, encara que el nombre exacte és impossible de determinar perquè els eslovens sovint eren classificats com a austríacs, italians, croats, o amb altres etiquetes més àmplies, com ara eslau.
El grup més gran d'eslovens dels Estats Units es va establir finalment a Cleveland, Ohio, i els seus voltants. La Unió Catòlica Eslovena dels Estats Units (Ameriško slovenska katoliška enota) es va fundar com a organització per protegir els drets dels eslovens-americans a Joliet, Illinois i a Cleveland.

### Primera Guerra Mundial
Hi va haver més de 30.000 víctimes entre els eslovens ètnics durant la Primera Guerra Mundial. Si bé la majoria d'ells van ser cridats a l'exèrcit austrohongarès, també els habitants civils eslovens de la regió de Gorizia i Gradisca van patir centenars de milers perquè van ser reassentats en camps de refugiats on, tanmateix, els refugiats eslovens van ser tractats com a enemics estatals pels italians i diversos milers van morir de desnutrició als camps de refugiats italians.

### Segona Guerra Mundial i conseqüències
Durant la Segona Guerra Mundial, els eslovens es trobaven en una situació única. Eslovènia va ser l'únic país que es va dividir, absorvir i l'annexionar a la veïna Alemanya nazi, la Itàlia feixista i Hongria. Alguns pobles de la Baixa Carniola van ser annexionats per l'Estat Independent de Croàcia.
Els nazis van iniciar una política de germanització violenta. Durant la guerra, desenes de milers d'eslovens van ser reassentats, expulsats, empresonats o transportats a camps de treball, d'internament i d'extermini. Molts van ser enviats a l'exili a la Sèrbia i Croàcia de Nedić. El nombre d'eslovens reclutats per les formacions militars i paramilitars alemanyes s'ha estimat en 150.000 homes i dones.
En comparació amb les polítiques alemanyes a la zona nord d'Eslovènia ocupada pels nazis i la italianització feixista forçada a l'antic litoral austríac que es va annexionar després de la Primera Guerra Mundial, la política italiana inicial al centre d'Eslovènia no va ser tan violenta. Desenes de milers d'eslovens de la Baixa Estiria i l'Alta Carniola ocupades pels alemanys es van escapar a la província de Ljubljana fins al juny de 1941.
Tanmateix, després que s'iniciés la resistència a la província de Ljubljana, la violència italiana contra la població civil eslovena va igualar a la dels alemanys. La província va veure la deportació de 25.000 persones —que equivalen al 7,5% de la població total de la província— en una de les operacions més dràstiques d'Europa que va omplir molts camps de concentració italians. Per reprimir la creixent resistència dels partisans eslovens, Mario Roatta va adoptar mesures draconianes d'execucions sumaríssimes, presa d'ostatges, represàlies, internaments i crema de cases i pobles sencers.
L'estiu de 1941, un moviment de resistència liderat pel Front d'Alliberament de la Nació Eslovena, va sorgir tant a la zona d'ocupació italiana com a la alemanya. La resistència, pluralista al principi, va ser gradualment presa pel Partit Comunista, com a la resta de la Iugoslàvia ocupada.
L'estiu de 1942 va esclatar una guerra civil entre eslovens. Les dues faccions combatents eren els partisans eslovens i la milícia anticomunista patrocinada per Itàlia, més tard reorganitzada sota el comandament nazi com la Guàrdia Interior eslovena. També existien petites unitats de txètniks eslovens a la Baixa Carniola i a Estiria. La guerra civil es va limitar majoritàriament a la província de Ljubljana, on més del 80% de les unitats antipartisanes eslovenes estaven actives. Entre 1943 i 1945, van existir milícies anticomunistes més petites a parts del litoral eslovè i a la Alta Carniola. El 1945, el nombre total de milicians anticomunistes eslovens va arribar als 17.500.
Immediatament després de la guerra, uns 12.000 membres de la Guàrdia Interior eslovena van ser assassinats a les massacres de Kočevski Rog, mentre que milers de civils anticomunistes van ser assassinats el primer any després de la guerra. A més, centenars d'italians ètnics de la Marca Juliana van ser assassinats per l'exèrcit iugoslau i les forces partisanes en les massacres de Foibe.
El nombre total de víctimes de la Segona Guerra Mundial a Eslovènia s'estima en 97.000. El nombre inclou unes 14.000 persones, que van ser assassinades o van morir per altres motius relacionats amb la guerra immediatament després del final d'aquesta, i la comunitat jueva, que va ser gairebé aniquilada durant l'Holocaust. A més, desenes de milers d'eslovens van abandonar la seva terra natal poc després de la fi de la guerra. La majoria d'ells es van establir al Brasil, Argentina, Canadà, Austràlia i als Estats Units.
Iugoslàvia va adquirir alguns territoris d'Itàlia després de la Segona Guerra Mundial, però uns 100.000 eslovens van quedar darrere de la frontera italiana, sobretot al voltant de Trieste i Gorizia.

## Eslovens a la Iugoslàvia socialista
Després del restabliment de Iugoslàvia al final de la Segona Guerra Mundial, Eslovènia va passar a formar part de la República Federal Socialista de Iugoslàvia, declarada el 29 de novembre de 1943. Es va establir un estat socialista, però a causa de la divisió Tito-Stalin, les llibertats econòmiques i personals eren més àmplies que al Bloc de l'Est. El 1947, Itàlia va cedir la major part de la Marca Juliana a Iugoslàvia, i Eslovènia va recuperar així el litoral eslovè.
La disputa sobre el port de Trieste, però, va romandre oberta fins al 1954, fins que l'efímer Territori Lliure de Trieste es va dividir entre Itàlia i Iugoslàvia, donant així a Eslovènia accés al mar. Aquesta divisió va ser ratificada només el 1975 amb el Tractat d'Osimo, que va donar una sanció legal definitiva a la frontera occidental llargament disputada d'Eslovènia. A partir de la dècada de 1950, la República Socialista d'Eslovènia va exercir una autonomia relativament àmplia.

### El període estalinista
Entre 1945 i 1948 es va produir una onada de repressions polítiques a Eslovènia i a Iugoslàvia. Milers de persones van ser empresonades per les seves creences polítiques. Diverses desenes de milers d'eslovens van abandonar Eslovènia immediatament després de la guerra per por de la persecució comunista. Molts d'ells es van establir al Brasil i l'Argentina, que es van convertir en el nucli de l'emigració anticomunista eslovena. Més de 50.000 més en van seguir durant la dècada següent, sovint per motius econòmics, així com polítics. Aquestes onades posteriors d'immigrants eslovens es van establir majoritàriament al Canadà i a Austràlia, però també a altres països occidentals.
A més, a causa de l'expulsió dels iugoslaus alemanys (que incloïa en molts casos eslovens ètnics d'herència parcial alemanya o austríaca ) de Iugoslàvia sota el lideratge de Josip Broz Tito, molts ciutadans van ser internats en camps de concentració i treball o expulsats per la força del país en els anys posteriors a la Segona Guerra Mundial. Com a resultat, un gran nombre d'eslovens alemanys i austríacs van emigrar a Itàlia, Àustria, Croàcia, Hongria i altres països europeus. La majoria dels que es van establir a Hongria durant aquest període van fugir o van ser expulsats al seu torn a Alemanya i Àustria.

### La separació de Tito i Stalin de 1948 i les conseqüències
El 1948 es va produir la separació Tito-Stalin. En els primers anys posteriors a l'escissió, la repressió política va empitjorar, ja que es va estendre als comunistes acusats d'estalinisme. Centenars d'eslovens van ser empresonats al camp de concentració de Goli Otok, juntament amb milers de persones d'altres nacionalitats.

### 1950: industrialització pesada
A finals de la dècada de 1950, Eslovènia va ser la primera de les repúbliques iugoslaves a iniciar un procés de relativa pluralització. Una dècada d'industrialització va anar acompanyada també d'una fervorosa producció cultural i literària amb moltes tensions entre el govern i els intel·lectuals dissidents. A partir de finals de la dècada de 1950, es van començar a formar cercles dissidents, principalment al voltant de revistes independents. Entre els intel·lectuals públics crítics més importants d'aquest període es trobaven el sociòleg Jože Pučnik, el poeta Edvard Kocbek i l'historiador literari Dušan Pirjevec.

### 1960: autogestió
A finals de la dècada de 1960, la facció reformista va aconseguir el control del Partit Comunista Eslovè, llançant una sèrie de reformes, amb l'objectiu de modernitzar la societat i l'economia eslovenes. Una nova política econòmica va començar a implementar-se sota l'assessorament i la supervisió de l'eslovè Edvard Kardelj.

### 1970: anys de plom
El 1973, la tendència reformista va ser aturada per la facció conservadora del Partit Comunista Eslovè com a part d'una frenada general de les tendències liberals per part de les autoritats comunistes iugoslaves.

### Anys 80: cap a la independència
A la dècada de 1980, Eslovènia va experimentar un augment del pluralisme cultural. Van sorgir nombrosos moviments polítics, artístics i intel·lectuals de base, com ara la Neue Slowenische Kunst, l'escola de psicoanàlisi de Ljubljana i el cercle intel·lectual Nova revija. A mitjans de la dècada de 1980, una fracció reformista, liderada per Milan Kučan, va prendre el control del Partit Comunista Eslovè, iniciant una reforma gradual cap al socialisme de mercat i el pluralisme polític controlat.

## Eslovens a l'Eslovènia independent

### Anys 90: Primavera eslovena, democràcia i independència
La primera reivindicació clara de la independència d'Eslovènia la va fer l'any 1987 un grup d'intel·lectuals a la revista Nova revija. Les demandes de democratització i augment de la independència d'Eslovènia es van desencadenar. Un moviment democràtic de masses, coordinat pel Comitè per a la Defensa dels Drets Humans, va impulsar els comunistes en la direcció de les reformes democràtiques. El 1991, Eslovènia es va convertir en un estat nació independent després d'una breu guerra de deu dies. Al desembre de 1991, es va adoptar una nova constitució seguida el 1992 per les lleis de desnacionalització i privatització. Els membres de la Unió Europea van reconèixer Eslovènia com a estat independent el 15 de gener de 1992, i les Nacions Unides la van acceptar com a membre el 22 de maig de 1992.